# Championnat d'Israël de football
Le championnat d'Israël de football  (ליגת העל, Ligat HaAl, lit. Ligue supérieure), connu aussi sous le nom de ligat winner, est un championnat professionnel réunissant des clubs de football d'Israël organisé par la Fédération d'Israël de football. Cette compétition correspond au premier niveau du football israélien ; il rassemble quatorze clubs, dont les deux derniers sont relégués chaque année en Liga Leumit.
Les saisons s'étendent du mois d'août à celui de mai, au cours desquelles les équipes disputent 33 à 35 rencontres, généralement le samedi. À l'été 2023, le championnat est classé au 21e rang des championnats affiliés à l'UEFA.

## Historique

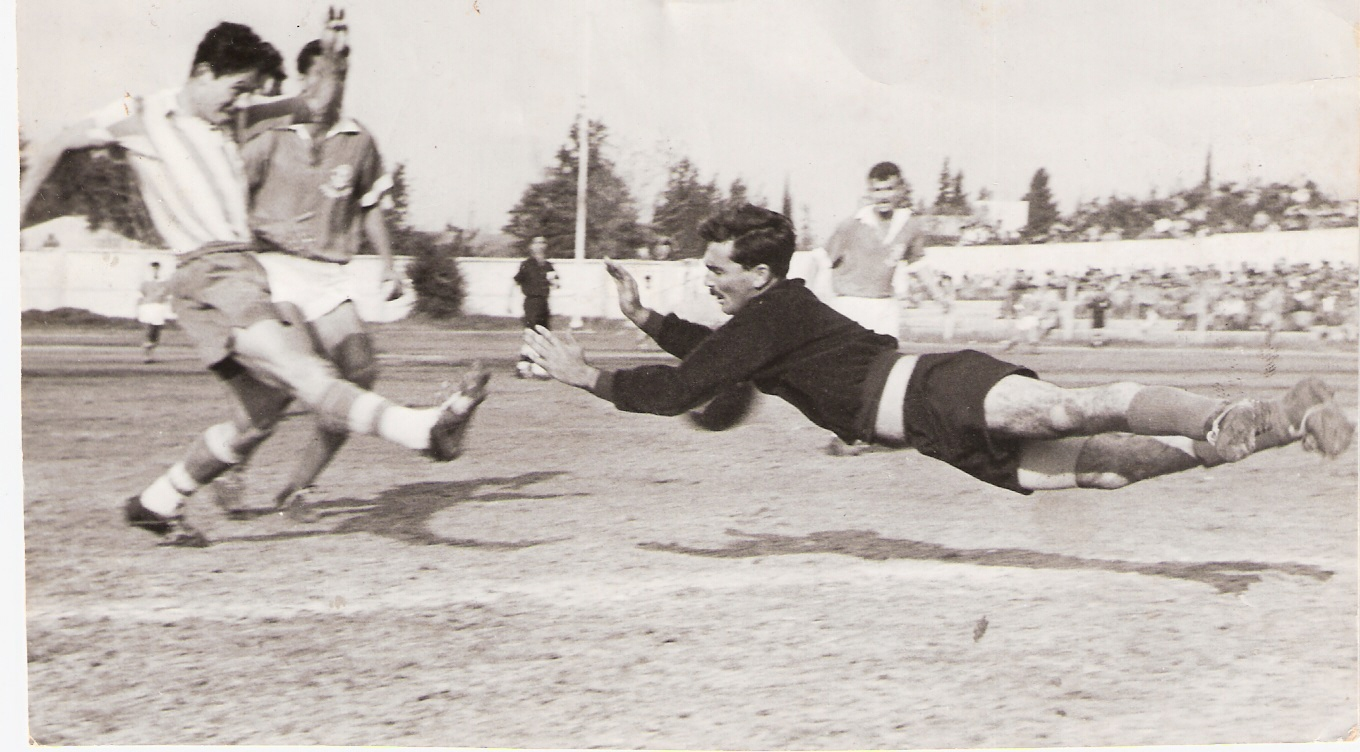
L'attaquant Nahum Stelmach, années 1950-1960.

Créé initialement en 1923, le championnat rassemble alors les clubs de la Palestine mandataire, l'État d'Israël n'ayant pas encore été fondé. Il est disputé de façon erratique jusqu'en 1947. En 1949, un an après la déclaration d'indépendance de l'état hébreu, le premier championnat d'Israël est organisé. Il est suspendu l'année suivante du fait des événements politiques, avant d'être relancé en 1951 sous le nom de Liga Alef. De nouveau annulé en 1952-1953, le championnat est finalement remplacé en tant que première division nationale par la nouvelle Liga Leumit lors de la saison 1954-1955.
La Ligat HaAl est créée en 1999 par la Fédération d'Israël de football, qui souhaite fonder une nouvelle compétition dans l'espoir d'améliorer le niveau du championnat. Opposant initialement quatorze équipes, le championnat est réduit à douze clubs en 2000. À la suite d'une décision prise à l'été 2008, le championnat accueille quatre nouveaux clubs depuis la saison 2009-2010.

## Palmarès
Depuis sa toute première édition 1923, quatorze clubs ont remporté la compétition.
| \| Maccabi Tel-Aviv (27) Hapoël Tel-Aviv (11) Bnei Yehoudah (1) Maccabi Haïfa (15) Hapoël Haïfa (1) Betar Jérusalem (6) Hapoël Petah-Tikvah (6) Maccabi Netanya (5) Hakoah Ramat Gan (2) Hapoël Ramat Gan (1) Hapoël Beer-Sheva (5) Hapoël Kfar Sabah (1) Hapoël Ironi Kiryat Shmona (1) \| Localisation des clubs champions (British Police n'est pas représenté) |
| Maccabi Tel-Aviv (27) Hapoël Tel-Aviv (11) Bnei Yehoudah (1) Maccabi Haïfa (15) Hapoël Haïfa (1) Betar Jérusalem (6) Hapoël Petah-Tikvah (6) Maccabi Netanya (5) Hakoah Ramat Gan (2) Hapoël Ramat Gan (1) Hapoël Beer-Sheva (5) Hapoël Kfar Sabah (1) Hapoël Ironi Kiryat Shmona (1)                                                                              |

| Club                        | Titres | Années |
| Maccabi Tel-Aviv            | 27     | 1923, 1929, 1935-1936, 1936-1937, 1941-1942, 1946-1947, 1949-1950, 1951-1952, 1953-1954, 1955-1956, 1957-1958, 1966-1968, 1969-1970, 1971-1972, 1976-1977, 1978-1979, 1991-1992, 1994-1995, 1995-1996, 2002-2003, 2012-2013, 2013-2014, 2014-2015, 2018-2019, 2019-2020, 2023-2024, 2024-2025 |
| Maccabi Haïfa               | 15     | 1983-1984, 1984-1985, 1988-1989, 1990-1991, 1993-1994, 2000-2001, 2001-2002, 2003-2004, 2004-2005, 2005-2006, 2008-2009, 2010-2011, 2020-2021, 2021-2022, 2022-2023 |
| Hapoël Tel-Aviv             | 13     | 1933-1934, 1934-1935, 1937-1938, 1939-1940, 1942-1943, 1956-1957, 1965-1966, 1968-1969, 1980-1981, 1985-1986, 1987-1988, 1999-2000, 2009-2010 |
| Betar Jérusalem             | 06     | 1986-1987, 1992-1993, 1996-1997, 1997-1998, 2006-2007, 2007-2008 |
| Hapoël Petah-Tikvah         | 06     | 1954-1955, 1958-1959, 1959-1960, 1960-1961, 1961-1962, 1962-1963 |
| Maccabi Netanya             | 05     | 1970-1971, 1973-1974, 1977-1978, 1979-1980, 1982-1983 |
| Hapoël Beer-Sheva           | 05     | 1974-1975, 1975-1976, 2015-2016, 2016-2017, 2017-2018 |
| Hakoah Amidar Ramat Gan     | 02     | 1964-1965, 1972-1973 |
| Bnei Yehoudah Tel-Aviv      | 01     | 1989-1990 |
| British Police              | 01     | 1931-1932 |
| Hapoël Haïfa                | 01     | 1998-1999 |
| Hapoël Kfar Sabah           | 01     | 1981-1982 |
| Hapoël Ramat Gan            | 01     | 1963-1964 |
| Maccabi Hasmonean Jérusalem | 01     | 1928 |
| Hapoël Ironi Kiryat Shmona  | 01     | 2011-2012 |

Les années en italiques représentent les doublés Championnat d'Israël-Coupe d'Israël.

### Avant la fondation d'Israël
- 1932 : British Police
- 1933 : Pas de championnat
- 1934 : Hapoël Tel-Aviv
- 1935 : Hapoël Tel-Aviv
- 1936 : Maccabi Tel-Aviv
- 1937 : Maccabi Tel-Aviv
- 1938 : Championnat abandonné
- 1939 : Pas de championnat
- 1940 : Hapoël Tel-Aviv
- 1941 : Maccabi Tel-Aviv
- 1942 : Pas de championnat
- 1943 : Hapoël Tel-Aviv
- 1944 : Pas de championnat
- 1945 : Championnat abandonné
- 1946 : Pas de championnat
- 1947 : Maccabi Tel-Aviv

### Après la fondation d'Israël
- 1949-1950 : Maccabi Tel-Aviv
- 1950-1951 : Pas de championnat
- 1951-1952 : Maccabi Tel-Aviv
- 1952-1953 : Pas de championnat
- 1953-1954 : Maccabi Tel-Aviv
- 1954-1955 : Hapoël Petah-Tikvah
- 1955-1956 : Maccabi Tel-Aviv
- 1956-1957 : Hapoël Tel-Aviv
- 1957-1958 : Maccabi Tel-Aviv
- 1958-1959 : Hapoël Petah-Tikvah
- 1959-1960 : Hapoël Petah-Tikvah
- 1960-1961 : Hapoël Petah-Tikvah
- 1961-1962 : Hapoël Petah-Tikvah
- 1962-1963 : Hapoël Petah-Tikvah
- 1963-1964 : Hapoël Ramat-Gan
- 1964-1965 : Hakoah Maccabi Ramat-Gan
- 1965-1966 : Hapoël Tel-Aviv
- 1966-1968 : Maccabi Tel-Aviv
- 1968-1969 : Hapoël Tel-Aviv
- 1969-1970 : Maccabi Tel-Aviv
- 1970-1971 : Maccabi Netanya
- 1971-1972 : Maccabi Tel-Aviv
- 1972-1973 : Hakoah Maccabi Ramat-Gan
- 1973-1974 : Maccabi Netanya
- 1974-1975 : Hapoël Beer-Sheva
- 1975-1976 : Hapoël Beer-Sheva
- 1976-1977 : Maccabi Tel-Aviv
- 1977-1978 : Maccabi Netanya
- 1978-1979 : Maccabi Tel-Aviv
- 1979-1980 : Maccabi Netanya
- 1980-1981 : Hapoël Tel-Aviv
- 1981-1982 : Hapoël Kfar Sabah
- 1982-1983 : Maccabi Netanya
- 1983-1984 : Maccabi Haïfa
- 1984-1985 : Maccabi Haïfa
- 1985-1986 : Hapoël Tel-Aviv
- 1986-1987 : Betar Jérusalem
- 1987-1988 : Hapoël Tel-Aviv
- 1988-1989 : Maccabi Haïfa
- 1989-1990 : Bnei Yehoudah
- 1990-1991 : Maccabi Haïfa
- 1991-1992 : Maccabi Tel-Aviv
- 1992-1993 : Betar Jérusalem
- 1993-1994 : Maccabi Haïfa
- 1994-1995 : Maccabi Tel-Aviv
- 1995-1996 : Maccabi Tel-Aviv
- 1996-1997 : Betar Jérusalem
- 1997-1998 : Betar Jérusalem
- 1998-1999 : Hapoël Haïfa
- 1999-2000 : Hapoël Tel-Aviv
- 2000-2001 : Maccabi Haïfa
- 2001-2002 : Maccabi Haïfa
- 2002-2003 : Maccabi Tel-Aviv
- 2003-2004 : Maccabi Haïfa
- 2004-2005 : Maccabi Haïfa
- 2005-2006 : Maccabi Haïfa
- 2006-2007 : Betar Jérusalem
- 2007-2008 : Betar Jérusalem
- 2008-2009 : Maccabi Haïfa
- 2009-2010 : Hapoël Tel-Aviv
- 2010-2011 : Maccabi Haïfa
- 2011-2012 : Hapoël Ironi Kiryat Shmona
- 2012-2013 : Maccabi Tel-Aviv
- 2013-2014 : Maccabi Tel-Aviv
- 2014-2015 : Maccabi Tel-Aviv
- 2015-2016 : Hapoël Beer-Sheva
- 2016-2017 : Hapoël Beer-Sheva
- 2017-2018 : Hapoël Beer-Sheva
- 2018-2019 : Maccabi Tel-Aviv
- 2019-2020 : Maccabi Tel-Aviv
- 2020-2021 : Maccabi Haïfa
- 2021-2022 : Maccabi Haïfa
- 2022-2023 : Maccabi Haïfa
- 2023-2024 : Maccabi Tel-Aviv
- 2024-2025 : Maccabi Tel-Aviv

## Compétitions européennes

### Classement du championnat
Le tableau ci-dessous récapitule le classement d'Israël au coefficient UEFA depuis 1993. Ce coefficient par nation est utilisé pour attribuer à chaque pays un nombre de places pour les compétitions européennes ainsi que les tours auxquels les clubs doivent entrer dans la compétition.
| 1993 | 1994 | 1995 | 1996 | 1997 | 1998 | 1999 | 2000 | 2001 | 2002 | 2003 | 2004 | 2005 | 2006 | 2007 | 2008 | 2009 | 2010 | 2011 | 2012 | 2013 | 2014 | 2015 | 2016 | 2017 | 2018 | 2019 | 2020 | 2021 | 2022 | 2023 | 2024 | 2025 |
| ---- | ---- | ---- | ---- | ---- | ---- | ---- | ---- | ---- | ---- | ---- | ---- | ---- | ---- | ---- | ---- | ---- | ---- | ---- | ---- | ---- | ---- | ---- | ---- | ---- | ---- | ---- | ---- | ---- | ---- | ---- | ---- | ---- |
| 24   | 19   | 20   | 23   | 24   | 27   | 27   | 24   | 26   | 18   | 15   | 17   | 16   | 18   | 19   | 22   | 22   | 20   | 17   | 17   | 19   | 17   | 20   | 23   | 22   | 18   | 27   | 23   | 21   | 22   | 21   | 17   | 18   |

Le tableau suivant affiche le coefficient actuel du championnat israélien.
| Rang | Pays     | 2020-2021 | 2021-2022 | 2022-2023 | 2023-2024 | 2024-2025 | Coefficient |
| ---- | -------- | --------- | --------- | --------- | --------- | --------- | ----------- |
| 16   | Danemark | 4,125     | 7,800     | 5,900     | 8,500     | 7,656     | 33,981      |
| 17   | Suisse   | 5,125     | 7,750     | 8,500     | 5,200     | 7,050     | 33,625      |
| 18   | Israël   | 7,000     | 6,750     | 6,250     | 8,750     | 2,875     | 31,625      |
| 19   | Chypre   | 4,000     | 4,125     | 5,100     | 3,750     | 10,562    | 27,537      |
| 20   | Suède    | 2,500     | 5,125     | 6,250     | 1,875     | 11,375    | 27,125      |

### Coefficient UEFA des clubs
| Rang | Club              | 2020-2021 | 2021-2022 | 2022-2023 | 2023-2024 | 2024-2025 | Coefficient |
| ---- | ----------------- | --------- | --------- | --------- | --------- | --------- | ----------- |
| 60   | Maccabi Tel-Aviv  | 8,000     | 9,000     | 2,500     | 14,000    | 4,000     | 37,500      |
| 98   | Maccabi Haïfa     | 2,500     | 3,000     | 6,000     | 5,000     | 1,500     | 18,000      |
| 109  | Hapoël Beer-Sheva | 4,000     | 2,500     | 6,000     | 2,000     | 2,000     | 16,500      |

## Sponsors
La compétition a changé plusieurs fois de nom dans les années 2000 en fonction de son sponsor.
- 2002–2004 : Pelephone (en) - un opérateur de téléphonie mobile (d'où le nom de Ligat Pelephone).
- 2005-2018 : Toto Winner Organization - une entreprise de paris de football (d'où les noms Ligat Toto puis Liga Winner).
- 2018-2019 : Japanika - une chaîne de restauration israélienne spécialisée dans les mets japonais.
- 2019-2022 : Bourse de Tel Aviv - la bourse d'Israël (en hébreu : Habursa Leniyarot Erech).
- Depuis 2022 : ONE ZERO – Digital Bank - une banque digitale israélienne.